# Hoți de biciclete
Hoți de biciclete (titlu original: Ladri di biciclette, apărut inițial în SUA ca The Bicycle Thief) este un film italian din 1948 regizat și co-scris de Vittorio De Sica după un roman de Luigi Bartolini. Rolurile principale au fost interpretate de actorii Lamberto Maggiorani, Enzo Staiola, Lianella Carell și Sergio Leone.

## Conținut
Filmul prezintă povestea unui tată sărac care își caută bicicleta furată în Roma de după al doilea război mondial, bicicletă fără de care își va pierde locul de muncă care urma să fie salvarea familiei sale.

## Distribuție
- Lamberto Maggiorani - Antonio Ricci
- Enzo Staiola - Bruno Ricci, fiul lui Antonio
- Lianella Carell - Maria Ricci, soția lui Antonio
- Gino Saltamerenda - Baiocco, prietenul lui Antonio
- Vittorio Antonucci - Alfredo Catelli, hoțul de biciclete
- Giulio Chiari - un cerșetor
- Elena Altieri - doamna binevoitoare
- Carlo Jachino - un cerșetor
- Michele Sakara - secretar la Charity Organization
- Emma Druetti
- Fausto Guerzoni - un actor amator
- Giulio Battiferri - un cetățean protector al hoțului real
- Ida Bracci Dorati - La Santona
- Nando Bruno
- Eolo Capritti
- Memmo Carotenuto
- Giovanni Corporale
- Sergio Leone - un student de seminar
- Mario Meniconi - Meniconi, măturător
- Massimo Randisi - un copil bogat în restaurant
- Checco Rissone - un gardian din piața Vittorio
- Peppino Spadaro - un polițist
- Umberto Spadaro

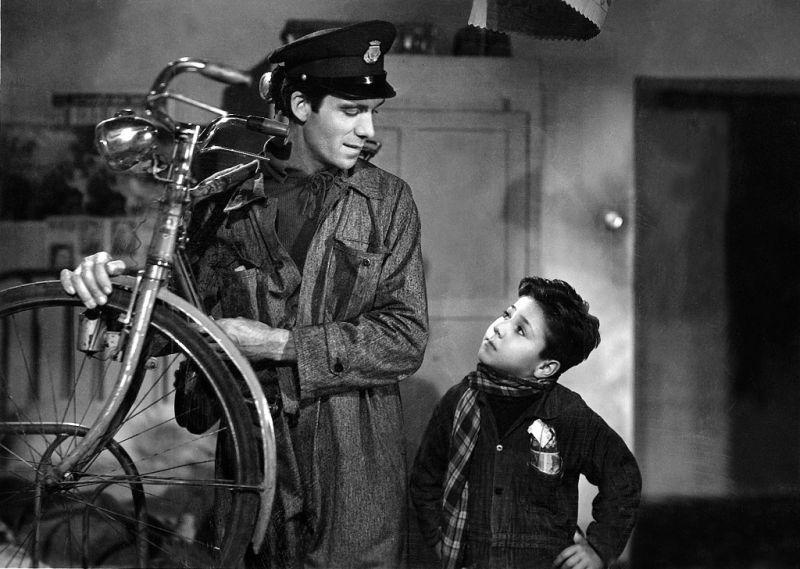
Antonio și Bruno într-o scenă din film
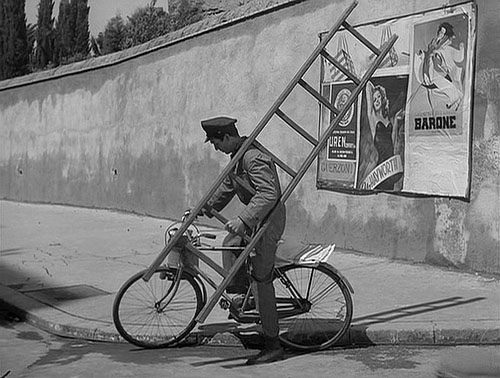
Secvență din film
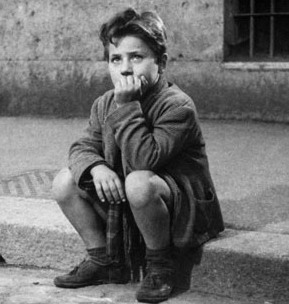
Enzo Staiola într-o secvență din film

## Premii și nominalizări
A câștigat Premiul Oscar pentru cel mai bun film străin în 1950 și Premiul BAFTA pentru cel mai bun film. A fost desemnat ca fiind cel mai bun film din toate timpurile de către un clasament realizat de criticii și producătorii de film pentru revista Sight & Sound.
Filmul a fost inclus în lista celor 100 de filme italiene de salvat (100 film italiani da salvare).